# Oymaağaç, Merzifon
Oymaağaç là một xã thuộc huyện Merzifon, tỉnh Amasya, Thổ Nhĩ Kỳ. Dân số thời điểm năm 2010 là 157 người.